# The Bootleg Series Vol. 14: More Blood, More Tracks
The Bootleg Series Vol. 14: More Blood, More Tracks es un álbum recopilatorio del músico estadounidense Bob Dylan, publicado por la compañía discográfica Columbia Records el 2 de noviembre de 2018. El recopilatorio recoge las sesiones de grabación del álbum Blood on the Tracks, realizadas entre septiembre y diciembre de 1974 en Nueva York y Minneapolis.
More Blood, More Tracks fue publicado en dos ediciones: una estándar, con diez tomas alternativas de las canciones de Blood on the Tracks y el tema inédito "Up to Me", y una edición deluxe de seis discos con las sesiones de grabación completas recogidas en orden cronológico. La edición deluxe incluyó también un libro de tapa dura y la reproducción de los manuscritos de las letras de las canciones. El 20 de septiembre, junto al anuncio del recopilatorio, se publicó una toma alternativa del tema "If You See Her, Say Hello" como adelanto.

## Lista de canciones

### Edición estándar
Todas las canciones escritas y compuestas por Bob Dylan. 
| N.º | Título                                                                                       | Versión                   | Duración |  |
| 1.  | «Tangled Up in Blue»                                                                         | 19/9/74: Take 3, Remake 3 | 6:32     |  |
| 2.  | «Simple Twist of Fate»                                                                       | 16/9/74: Take 1           | 4:41     |  |
| 3.  | «Shelter From The Storm»                                                                     | 17/9/74: Take 2           | 4:39     |  |
| 4.  | «You’re a Big Girl Now»                                                                      | 16/9/74: Take 2           | 4:41     |  |
| 5.  | «Buckets of Rain»                                                                            | 18/9/74 Take 2, Remake    | 3:03     |  |
| 6.  | «If You See Her, Say Hello»                                                                  | 16/9/74: Take 1           | 3:58     |  |
| 7.  | «Lily, Rosemary and the Jack of Hearts»                                                      | 16/9/74: Take 2           | 9:49     |  |
| 8.  | «Meet Me in the Morning» (Previamente publicada como cara B del sencillo «Duquesne Whistle») | 19/9/74: Take 1, Remake   | 4:57     |  |
| 9.  | «Idiot Wind»                                                                                 | 19/9/74: Take 4, Remake   | 8:52     |  |
| 10. | «You’re Gonna Make Me Lonesome When You Go»                                                  | 17/9/74: Take 1, Remake   | 3:11     |  |
| 11. | «Up to Me»                                                                                   | 19/9/74: Take 2, Remake   | 6:48     |  |

### Edicióndeluxe(6 CD)
| Disco uno | |                    |          |  |
| N.º       | Título | Versión            | Duración |  |
| 1.        | «If You See Her, Say Hello» (Incluida en la edición estándar)                                                       | 16/9/74: Take 1    | 3:58     |  |
| 2.        | «If You See Her, Say Hello» (Previamente publicada en The Bootleg Series Volumes 1–3 (Rare & Unreleased) 1961–1991) | 16/9/74: Take 2    | 3:44     |  |
| 3.        | «You’re a Big Girl Now»                                                                                             | 16/9/74: Take 1    | 5:38     |  |
| 4.        | «You’re a Big Girl Now» (Incluida en la edición estándar)                                                           | 16/9/74: Take 2    | 4:41     |  |
| 5.        | «Simple Twist of Fate» (Incluida en la edición estándar)                                                            | 16/9/74: Take 1    | 4:41     |  |
| 6.        | «Simple Twist of Fate»                                                                                              | 16/9/74: Take 2    | 5:05     |  |
| 7.        | «You’re a Big Girl Now»                                                                                             | 16/9/74: Take 3    | 4:14     |  |
| 8.        | «Up to Me» | 16/9/74: Rehearsal | 0:20     |  |
| 9.        | «Up to Me» | 16/9/74: Take 1    | 6:04     |  |
| 10.       | «Lily, Rosemary and the Jack of Hearts»                                                                             | 16/9/74: Take 1    | 3:15     |  |
| 11.       | «Lily, Rosemary and the Jack of Hearts» (Incluida en la edición estándar)                                           | 16/9/74: Take 2    | 9:49     |  |

| Disco dos | |                               |          |  |
| N.º       | Título | Versión                       | Duración |  |
| 1.        | «Simple Twist of Fate»                                                                                      | 16/9/74: Take 1A              | 4:58     |  |
| 2.        | «Simple Twist of Fate»                                                                                      | 16/9/74: Take 2A              | 1:24     |  |
| 3.        | «Simple Twist of Fate»                                                                                      | 16/9/74: Take 3A              | 4:22     |  |
| 4.        | «Call Letter Blues»                                                                                         | 16/9/74: Take 1               | 4:42     |  |
| 5.        | «Meet Me in the Morning» (Publicada en Blood on the Tracks)                                                 | 16/9/74: Take 1               | 5:43     |  |
| 6.        | «Call Letter Blues» (Previamente publicada en The Bootleg Series Volumes 1–3 (Rare & Unreleased) 1961–1991) | 16/9/74: Take 2               | 4:29     |  |
| 7.        | «Idiot Wind»                                                                                                | 16/9/74: Take 1               | 3:48     |  |
| 8.        | «Idiot Wind»                                                                                                | 16/9/74: Take 1, Remake       | 5:29     |  |
| 9.        | «Idiot Wind»                                                                                                | 16/9/74: Take 3 with Insert   | 7:11     |  |
| 10.       | «Idiot Wind»                                                                                                | 16/9/74: Take 5               | 0:30     |  |
| 11.       | «Idiot Wind»                                                                                                | 16/9/74: Take 6               | 8:52     |  |
| 12.       | «You’re Gonna Make Me Lonesome When You Go»                                                                 | 16/9/74: Rehearsal and Take 1 | 1:25     |  |
| 13.       | «You’re Gonna Make Me Lonesome When You Go»                                                                 | 16/9/74: Take 2               | 0:46     |  |
| 14.       | «You’re Gonna Make Me Lonesome When You Go»                                                                 | 16/9/74: Take 3               | 1:13     |  |
| 15.       | «You’re Gonna Make Me Lonesome When You Go»                                                                 | 16/9/74: Take 4               | 3:12     |  |
| 16.       | «You’re Gonna Make Me Lonesome When You Go»                                                                 | 16/9/74: Take 5               | 5:16     |  |
| 17.       | «You’re Gonna Make Me Lonesome When You Go»                                                                 | 16/9/74: Take 6               | 1:03     |  |
| 18.       | «You’re Gonna Make Me Lonesome When You Go»                                                                 | 16/9/74: Take 6, Remake       | 0:57     |  |
| 19.       | «You’re Gonna Make Me Lonesome When You Go»                                                                 | 16/9/74: Take 7               | 0:59     |  |
| 20.       | «You’re Gonna Make Me Lonesome When You Go»                                                                 | 16/9/74: Take 8               | 3:33     |  |

| Disco tres |                                                                                      |                         |          |  |
| N.º        | Título                                                                               | Versión                 | Duración |  |
| 1.         | «Tangled Up in Blue»                                                                 | 16/9/74: Take 1         | 7:19     |  |
| 2.         | «You’re a Big Girl Now»                                                              | 17/9/74: Take 1, Remake | 4:55     |  |
| 3.         | «You’re a Big Girl Now» (Previamente publicada en Biograph)                          | 17/9/74: Take 2, Remake | 4:23     |  |
| 4.         | «Tangled Up in Blue»                                                                 | 17/9/74: Rehearsal      | 0:59     |  |
| 5.         | «Tangled Up in Blue»                                                                 | 17/9/74: Take 2, Remake | 6:38     |  |
| 6.         | «Spanish is the Loving Tongue»                                                       | 17/9/74: Take 1         | 4:56     |  |
| 7.         | «Call Letter Blues»                                                                  | 17/9/74: Rehearsal      | 2:03     |  |
| 8.         | «You’re Gonna Make Me Lonesome When You Go» (Incluida en la edición estándar)        | 17/9/74: Take 1, Remake | 3:11     |  |
| 9.         | «Shelter From The Storm» (Previamente publicada en la banda sonora de Jerry Maguire) | 17/9/74: Take 1         | 6:03     |  |
| 10.        | «Buckets of Rain»                                                                    | 17/9/74: Take 1         | 2:57     |  |
| 11.        | «Tangled Up in Blue»                                                                 | 17/9/74: Take 3, Remake | 6:44     |  |
| 12.        | «Buckets of Rain»                                                                    | 17/9/74: Take 2         | 3:20     |  |
| 13.        | «Shelter From The Storm» (Incluida en la edición estándar)                           | 17/9/74: Take 2         | 4:39     |  |
| 14.        | «Shelter From The Storm»                                                             | 17/9/74: Take 3         | 2:23     |  |
| 15.        | «Shelter From The Storm» (Versión publicada en Blood on the Tracks)                  | 17/9/74: Take 4         | 5:02     |  |

| Disco cuatro |                                                                                        |                           |          |  |
| N.º          | Título                                                                                 | Versión                   | Duración |  |
| 1.           | «You’re Gonna Make Me Lonesome When You Go»                                            | 17/9/74: Take 1, Remake 2 | 3:43     |  |
| 2.           | «You’re Gonna Make Me Lonesome When You Go» (Versión publicada en Blood on the Tracks) | 17/9/74: Take 2, Remake 2 | 3:25     |  |
| 3.           | «Buckets of Rain»                                                                      | 18/9/74: Take 1, Remake   | 3:19     |  |
| 4.           | «Buckets of Rain» (Incluida en la edición estándar)                                    | 18/9/74: Take 2, Remake   | 3:03     |  |
| 5.           | «Buckets of Rain»                                                                      | 18/9/74: Take 3, Remake   | 0:53     |  |
| 6.           | «Buckets of Rain»                                                                      | 18/9/74: Take 4, Remake   | 2:37     |  |
| 7.           | «Up to Me»                                                                             | 19/9/74: Take 1, Remake   | 1:17     |  |
| 8.           | «Up to Me» (Incluida en la edición estándar)                                           | 19/9/74: Take 2, Remake   | 6:48     |  |
| 9.           | «Buckets of Rain»                                                                      | 19/9/74: Take 1, Remake 2 | 3:08     |  |
| 10.          | «Buckets of Rain»                                                                      | 19/9/74: Take 2, Remake 2 | 1:03     |  |
| 11.          | «Buckets of Rain»                                                                      | 19/9/74: Take 3, Remake 2 | 1:55     |  |
| 12.          | «Buckets of Rain» (Versión publicada en Blood on the Tracks)                           | 19/9/74: Take 4, Remake 2 | 3:23     |  |
| 13.          | «If You See Her, Say Hello»                                                            | 19/9/74: Take 1, Remake   | 3:26     |  |
| 14.          | «Up to Me»                                                                             | 19/9/74: Take 1, Remake 2 | 0:57     |  |
| 15.          | «Up to Me»                                                                             | 19/9/74: Take 2, Remake 2 | 6:48     |  |
| 16.          | «Up to Me»                                                                             | 19/9/74: Take 3, Remake 2 | 6:38     |  |
| 17.          | «Buckets of Rain»                                                                      | 19/9/74: Rehearsal        | 0:53     |  |
| 18.          | «Meet Me in the Morning» (Incluida en la edición estándar)                             | 19/9/74: Take 1, Remake   | 4:57     |  |
| 19.          | «Meet Me in the Morning»                                                               | 19/9/74: Take 2, Remake   | 4:15     |  |
| 20.          | «Buckets of Rain»                                                                      | 19/9/74: Take 5, Remake 2 | 3:27     |  |

| Disco cinco | |                                              |          |  |
| N.º         | Título | Versión                                      | Duración |  |
| 1.          | «Tangled Up in Blue»                                                                                         | 19/9/74: Rehearsal and Take 1, Remake 2      | 3:08     |  |
| 2.          | «Tangled Up in Blue»                                                                                         | 19/9/74: Take 2, Remake 2                    | 1:32     |  |
| 3.          | «Tangled Up in Blue» (Previamente publicada en The Bootleg Series Volumes 1–3 (Rare & Unreleased) 1961–1991) | 19/9/74: Take 3, Remake 2                    | 6:51     |  |
| 4.          | «Simple Twist of Fate»                                                                                       | 19/9/74: Take 2, Remake                      | 4:51     |  |
| 5.          | «Simple Twist of Fate» (Versión publicada en Blood on the Tracks)                                            | 19/9/74: Take 3, Remake                      | 4:22     |  |
| 6.          | «Up to Me»                                                                                                   | 19/9/74: Rehearsal and Take 1, Remake 3      | 2:25     |  |
| 7.          | «Up to Me» (Previamente publicada en Biograph)                                                               | 19/9/74: Take 2, Remake 3                    | 6:24     |  |
| 8.          | «Idiot Wind»                                                                                                 | 19/9/74: Rehearsal and Takes 1-3, Remake     | 4:53     |  |
| 9.          | «Idiot Wind» (Incluida en la edición estándar)                                                               | 19/9/74: Take 4, Remake                      | 9:14     |  |
| 10.         | «Idiot Wind» (Previamente publicada en The Bootleg Series Volumes 1–3 (Rare & Unreleased) 1961–1991)         | 19/9/74: Take 4, Remake (with organ overdub) | 8:52     |  |
| 11.         | «You’re a Big Girl Now»                                                                                      | 19/9/74: Take 1, Remake 2                    | 3:06     |  |
| 12.         | «Meet Me in the Morning»                                                                                     | 19/9/74: Take 1, Remake 2                    | 3:52     |  |
| 13.         | «Meet Me in the Morning»                                                                                     | 19/9/74: Takes 2-3, Remake 2                 | 1:43     |  |

| Disco seis |                                                                                    |                                            |          |  |
| N.º        | Título                                                                             | Versión                                    | Duración |  |
| 1.         | «You’re a Big Girl Now»                                                            | 19/9/74: Takes 3-6, Remake 2               | 2:17     |  |
| 2.         | «Tangled Up in Blue»                                                               | 19/9/74: Rehearsal and Takes 1-2, Remake 3 | 5:09     |  |
| 3.         | «Tangled Up in Blue» (Incluida en la edición estándar)                             | 19/9/74: Take 3, Remake 3                  | 6:32     |  |
| 4.         | «Idiot Wind» (Versión publicada en Blood on the Tracks)                            | 27/12/74: Minneapolis Remake               | 7:53     |  |
| 5.         | «You’re a Big Girl Now» (Versión publicada en Blood on the Tracks)                 | 27/12/74: Minneapolis Remake               | 4:38     |  |
| 6.         | «Tangled Up in Blue» (Versión publicada en Blood on the Tracks)                    | 30/12/74: Minneapolis Remake               | 5:47     |  |
| 7.         | «Lily, Rosemary and the Jack of Hearts» (Versión publicada en Blood on the Tracks) | 30/12/74: Minneapolis Remake               | 8:59     |  |
| 8.         | «If You See Her, Say Hello» (Versión publicada en Blood on the Tracks)             | 30/12/74: Minneapolis Remake               | 4:44     |  |

## Personal
- Bob Dylan: voz, guitarra y armónica.

Sesiones de A&R Recording (septiembre de 1974)
- Tony Brown: bajo.
- Charles Brown II: guitarra.
- Buddy Cage: steel guitar.
- Richard Crooks: batería.
- Paul Griffin: órgano.
- Barry Kornfeld: guitarra.
- Thomas McFaul: teclados.
- Eric Weissberg: guitarra.

Sesiones de 80 Sound (diciembre de 1974)
- Bill Berg: batería.
- Gregg Inhofer: teclados.
- Kevin Odegard: guitarra.
- Peter Ostroushko: mandolina.
- Billy Peterson: teclados.